# 2012年中國網球公開賽
2012年中國網球公開賽是第14屆中國網球公開賽，是ATP世界巡迴賽500中的一項賽事，也是WTA四項女子皇冠明珠賽之一，於10月1日至10月7日在中國北京国家網球中心舉行

## 冠軍得主

### 男子單打
諾瓦克·喬科維奇 擊敗  若-威爾弗裡德·特松加（7–64、6–2）
- 這是喬科維奇今年的第4個冠軍，也是他生涯第32個冠軍。

### 女子單打
維多利亞·阿扎倫卡 擊敗  瑪麗亞·莎拉波娃（6–3、6–1）
- 這是阿扎倫卡今年的第5個冠軍，也是她生涯第12個冠軍。

### 男子雙打
鮑勃·布賴恩 /  邁克·布賴恩  擊敗  卡洛斯·貝洛克 /  丹尼斯·伊斯托明（6–3、6–2）

### 女子雙打
葉卡捷琳娜·馬卡洛娃 /  葉連娜·韋斯寧娜 擊敗  努莉亞·維維斯 /  薩尼婭·米爾扎（7–5、7–5）

## 外部連結
- 官方網址（页面存档备份，存于）